# Hurrikán–91 hadművelet
A Hurrikán–91 hadművelet (horvátul: Operacija Orkan-91) a Horvát Hadsereg (Hrvatska vojska – HV) katonai offenzívája volt a Jugoszláv Néphadsereg (Jugoslovenska Narodna Armija – JNA) és a Nyugat-Szlavóniai Szerb Autonóm Terület (SAO Nyugat-Szlavónia) területvédelmi erői ellen a Száva folyó völgyében, Nyugat-Szlavónia régióban a horvátországi háború idején. A hadművelet 1991. október 29-én kezdődött és 1992. január 3-án ért véget, amikor a Vance-terv végrehajtása érdekében országos tűzszünet lépett életbe. Az offenzíva, amelyet a régió északi részén, pár nap eltéréssel két másik HV offenzívával együtt indítottak az SAO Nyugat-Szlavónia ellen a régió horvátok általi visszafoglalását célozta.
Annak ellenére, hogy az offenzíva során a célterület egy részét, köztük Lipik városát, mint a háború alatt elsőként elfoglalt nagyobb települést a HV elfoglalta, a küldetés céljai a tűzszünet hatálybalépése előtt nem teljesültek. Az SAO Nyugat-Szlavónia megtartotta ellenőrzését Okucsány városa és környéke felett, beleértve a Zágráb–Bród autópálya egy rövid szakaszát. A Hurrikán–91 hadművelet leállítása az 1992. január 3-iki tűzszünet miatt az offenzíva lehetséges kimenetelét illetően ellentétes értékelésekhez vezetett. Az értékelések azoktól az állításoktól kezdve, miszerint a JNA a vereség szélén állt a térségben, azokig a becslésekig terjednek, amelyek szerint a HV túlságosan kimerült volt, és a lőszerkészlete túl alacsony ahhoz, hogy lehetővé tegye az offenzíva sikeres lezárását. Az 1991 végén Nyugat-Szlavóniában indított három HV offenzíva hozzávetőleg 20 000 horvátországi szerb menekült kitelepítéséhez vezetett, akiket később a JNA által birtokolt kelet-horvátországi Baranya régióban telepítettek le.

## Előzmények
Az 1991-es horvátországi jugoszláv hadjárat keretein belül a Jugoszláv Néphadsereg 5. (banja lukai) hadteste azt a feladatot kapta, hogy Horvátországon keresztül észak felé, a nyugat szlavónia régióban, Okucsánytól Daruvárig és Verőcéig, valamint másodlagos irányként Okucsányból Kutenya felé nyomuljon előre. Ez a feladat lényegében összhangban volt azzal a vonallal, amelyet a Kelet-Szlavóniából előrenyomuló JNA fő csapása egy hét alatt várhatóan el kellett hogy érjen. Az elérendő célt úgy tervezték, hogy megkönnyítse a további előrenyomulást nyugat felé, Zágráb és Varasd irányába. A hadtest a szeptember 21-én megindult előrenyomulás támogatására már korábban bevetette a 265. gépesített dandár harccsoportját Okucsány mellett, és elérte a Papuk-hegységet. Az alakulat az előrenyomulás során két gépesített és egy tüzérdandárt kapott erősítésként, de a JNA által másutt tapasztalt morális problémák és dezertálások a banja lukai hadtestnél is jelen voltak.
A JNA-t a Horvát Nemzeti Gárda (Zbor Narodne Garde – ZNG) Novszka, Újgradiska és Pakrác között megállította, így SAO Nyugat-Szlavónia területivédelmi erői (Teritorijalna Obrana – TO) a Bilo-hegységben és Pakráctól északra, a Papukban, Verőcén és Szalatnokon JNA támogatás nélkül maradtak. A szerb területvédelmi erők által elfoglalt terület a maximumát a Grobosinctól 7 km-re keletre, és Daruvártól 8 km-re északra fekvő Ivanovo Selo elfoglalása jelentette, de a falut a ZNG 7 halott és 15 sebesült áldozat árán, még aznap visszafoglalta.
Október 1-jén a banja lukai hadtest támadásokat kezdeményezett a régióban, előrevetítve, hogy három nappal később a hadtest zömének bevetésével az előrehaladás érdekében komoly erőfeszítések történnek. Az előrenyomulás közvetlenül Novszka és Újgradiska mellett védelmi állásokat hozott létre. Október 6-án, amikor a JNA elfoglalta a várostól 4 km-re északnyugatra fekvő Batinjanit, elzárva a Pakrác ellátására rendelkezésre álló utolsó utat, Pakrácot rövid időre elszigetelték a külvilágtól. A ZNG még aznap visszafoglalta a falut, és 6 km-re visszaszorította a JNA-t, de az akció során 22-en meghaltak. A JNA október 8-án elfoglalta Jasenovacot, majd négy nappal később Lipiket és Pakrác egy részét. Ekkorra a JNA nyugat-szlavóniai offenzívája már elvesztette lendületét, és a ZNG október 13-án és 16-án Novszkától északra és Újgradiskától nyugatra kisebb előretörést hajtott végre. Ekkor a horvát hatóságok úgy ítélték meg, hogy a háborús helyzet már nem kritikus. Ezt az értékelést követte az október 15-iki ellentámadás terveinek előkészítése és végrehajtása.

## A szembenálló erők
A JNA által birtokolt Okucsánytól keletre és nyugatra, Novszka és Újgradiska térségében lévő ZNG egységek a Posavina Műveleti Csoport (OG) alá voltak rendelve, amelynek parancsnoka Rudi Stipčić ezredes volt. A Posavina OG irányítása alá 14 758 katona tartozott. A 125. gyalogdandár mellett, Novszkában állomásozó, illetve a Novszka környékén, a JNA által birtokolt Okucsánytól nyugatra telepített egységek az 1. gárdadandár, a 117. gyalogdandár, az 56. független zászlóalj és a 65. független zászlóalj voltak. A Posavina OG területére telepítették a 15. vegyes páncéltörő tüzérezredet is. A Posavina OG alá rendelt egységeket novemberben a 151. gyalogdandár, a 153. gyalogdandár 1. zászlóalja, az 51. független zászlóalj és az 53. független zászlóalj odavezénylésével erősítették meg. Újgradiška térségében a ZNG bevetette a 121. gyalogdandárt, a 108. gyalogdandár elemeit, a 99. gyalogdandár elemeit, illetve az 1. gárdadandárból ideiglenesen kivett, viszonylag kis különítményeket, valamint a 3. gárdadandárt, és a 149. gyalogdandár 1. zászlóalját. A 104. gyalogdandárt és a 105. gyalogdandárt a Posavina OG területétől északra, Pakrác térségében vetették be.
A Posavina OG-vel szemben a JNA 5. hadtest alárendeltségében telepített egyesített JNA és TO erők mintegy 13 500 katonát számláltak. A területen a hadtest rendelkezésére állt a 265. gépesített dandár harccsoportja, a 6. és a 10. partizándandár, és a 16. gépesített dandár, az SAO Nyugat-Szlavóniai TO támogatásával. A december második felében a banja lukai hadtestet három gépesített gyalogos zászlóaljjal és egy páncélos zászlóaljjal erősítették meg, melyeket a 84. bitolai gépesített dandárból, és a 125. titova mitrovicai gépesített dandárból vezényeltek ide. Emellett erősítésként Titovo Užicéből december 31-én idehozták a 134. könnyű gyalogdandárt. Az alakulat Nikola Uzelac alezredes parancsnoksága alatt állt.

## A hadjárat lefolyása
A Hurrikán–91 hadművelet célja az Okucsánytól délre, a Száva folyónál levő horvát nemzetközi határ biztosítása, Pakrác, Újgradiska és Novszka között a JNA és a TO birtokában lévő területek, valamint Jasenovac területének visszafoglalása volt. A HV feladata volt a D5-ös, Okucsány–Lipik út lezárása is. Az offenzíva október 29-én kezdődött, amikor a ZNG elfoglalta a Novszkától 5 km-re északkeletre fekvő Bair falut. Csak ezen a napon 28 ZNG katona esett el. Két nappal később a ZNG az SAO Nyugat-Szlavónia TO által birtokolt részének északi része ellen elindította az Otkos–10 hadművelet, és december 10-12-én az azt követő támadást. November 3-án, a ZNG-t Horvát Hadseregre (Hrvatska vojska – HV) nevezték át.

### A novszka-lipiki front
A Hurrikán–91 hadművelet november közepéig alig haladt előre, ekkor a HV igen szerény előrehaladást ért el, több száz métert tett meg az Újgradiskától 7 km-re nyugatra fekvő Medari és Gorice falvak felé. Bair november 15-ig még kétszer cserélt gazdát. Ugyanezen a napon a HV elfoglalta Popovac Subocki falut, másnap pedig Brezovac Subocki és Livađani falvakat, melyek mind a Bair és Lipik közötti területen fekszenek. November 18-án a HV javította pozícióját a régióban azzal, hogy elfoglalta a Bairtől 4 km-re északra fekvő Lovska falut, majd a következő napon ismét elfoglalta a Novszka-Lipik úton levő Trokut Motelt. November 28-án a HV elindította a Posavina OG-hoz tartozó terület szomszédságában lévő, Pakráctól északra fekvő területre irányuló Papuk–91 hadműveletet.
A Posavina OG erőfeszítéseit a Novszka–Lipik térségben a HV-egységek mellett a Pakráci Műveleti Csoport (Pakrac OG) alárendeltségében levő horvát különleges rendőri egységek is támogatták. December 5-én délelőtt 10 órakor a Pakrác OG csapatai megtámadták a SAO Nyugat-Szlavónia TO és a JNA állásait Lipikben, a Pakractól körülbelül 4 km-re délnyugatra fekvő Dobrovac és a Lipiktől nyugatra, a D47-es, Novszka–Lipik út mentén található Kukunjevac falvakban. A horvát különleges rendőrség még aznap délután behatolt Lipikre, de a várost csak másnap délelőtt 11 órakor sikerült teljesen ellenőrzés alá vonni, amikor a HV elfogta Kukunjevacot. December 7-én a Pakrac OG elfoglalta Dobrovacot, míg a Posavina OG egységei Bairből Dobrovac felé nyomultak, elfoglalva Korita falut. A két hadműveleti csoport Novszka–Lipik térségében egyesült, amikor a HV december 8-án elfoglalta Jagmát, december 9-én pedig Subocka és Gornje Kričke falvakat. December 10-13-án a HV sikertelen támadást indított Pakrac egy részének elfoglalása érdekében, amely a JNA ellenőrzése alatt maradt.

### Az újgradiskai front
A Papuk–91 hadművelet keretein belül „Gradina” fedőnévvel a HV a Psunj-hegységre, Újgradiskától északra haladt előre, december 10-én elfoglalva Šnjegavić, Sinlije, Golobrdac, Vučjak Čečavski, Ruševac, Jeminovac, Čečavac és Opršinac falvakat. Az előrenyomulás javította az Újgradiska–Pozsega út biztonságát és biztosította a hadművelet újgradiskai tengelyének jobb szárnyát. December 12-én a HV Újgradiskától 7 km-re északnyugatra, Šagovina Cernička falu közelében feltartóztatott és elfogott egy felderítő-szabotázscsoportot.
December 19-én a HV az Okucsány–Lipik úton mintegy 3 km-t nyugat felé haladva elfoglalta a Psunj-hegység déli lejtőin fekvő Mašićka Šagovina falut. A HV a falu feletti állásokból harcoló Fehér Sasok szerb félkatonai csapatokkal folytatott harcokban súlyos veszteségeket szenvedett – 13 horvát katona meghalt és mintegy 20 megsebesült. Szerb források szerint a horvátok 55 szerbet, köztük 31 civilt öltek meg az akció során. December 22-én a Horvát Köztársaság Fegyveres Erőinek Vezérkara felkérte az Eszéki Műveleti Csoportot, hogy készítsen fel három dandárt a Hurrikán–91 hadműveletben harcoló horvát csapatok megerősítéseként történő esetleges bevetésre. A kérést az az információ indokolta, hogy a JNA egy nappal korábban erősítésként, további 36 M-84-es és 28 T-55-ös harckocsit, 20 tüzérségi eszközt és 800 katonát vezényelt a hadműveleti területre. December 23-án a HV rosszul koordinált kísérletet tett az Újgradiska és Okucsány között félúton fekvő Trnava falu elfoglalására. A támadás nem járt sikerrel, de a falut védő erők másnap visszavonultak.

### Az okucsány-pakráci front
Annak ellenére, hogy a horvát elnök Franjo Tuđman december 26-án nemzetközi nyomásra megállította az offenzívát, a harcok folytatódtak. A JNA december 26-án a Száva folyó menti síkságon ellentámadásba lendült. Az ellentámadás 1992. január 3-ig tartott, súlyos veszteségeket okozva a HV-nek.
A Papuk–91 hadművelet befejeztével a Pakrac OG-nak alárendelt HV-egységek 1991. december 26–27-én Kraguj, Japaga és Šeovica falvakba nyomultak előre, átkarolva Pakrácnak a JNA és a TO birtokában levő déli részeit. A JNA a fenyegetés ellen a kapott erősítéseket vetette be. December 28-án a JNA visszafoglalta a két falut, és fenyegette a D38-as Pakrác–Pozsega utat. Ugyanezen a napon az út megvédése céljából a HV Kragujból Kusonje faluba húzódott vissza. December 29-én a 127. gyalogdandár 12 halott, illetve fogságba esett veszteséget szenvedett, amikor a Psunj-hegységben, Brusnik és Lipovac falvakban a JNA és a szerb TO által ellenőrzött állások felderítését végezte. Az egységnek később sem sikerült továbbjutnia.
December 30-án Újgradiskától nyugatra a HV elindította a Širinci '92 fedőnevű alműveletet. A HV Mašićka Šagovinától nyugatra haladva rövid időre elfoglalta az Okucsány–Lipik úttól kevesebb, mint 4 km-re fekvő Širinci falut. A JNA még aznap gyorsan kiűzte a HV-t Širinciből. A HV sikeresen megvédte Kusonjét egy újabb támadással szemben, és folytatva az előrehaladást a Pakrác–Pozsega út mentén még aznap elfoglalta a Pakrác melletti Prgomelje falut. 1992. január 3-án a HV sikertelenül próbált előrenyomulni az úttól délre fekvő Donja Šumetlica faluba. Közvetlenül azelőtt sikerült visszafoglalnia Širincit, hogy a Vance-terv végrehajtása érdekében megbeszélt általános tűzszünet aznap életbe lépett volna, és a további támadó tevékenységeket leállították.

## Következmények
A Hurrikán–91 hadműveletben a HV 184 halottat, 595 sebesültet veszített, ezen kívül a JNA 25 katonát elfogott, egy pedig eltűnt. A HV összesen 720 km2 területet foglalt vissza Nyugat-Szlavóniából – ebből 370 km2-t Novszka és 350 km2-t Újgradiska környékén, összesen 28 településsel. A JNA és az azt támogató erők a térségben 516 halottat és sebesültet vesztettek. Ezenkívül a JNA tizenhét harckocsit, három páncélozott szállító harcjárművet, tizenhét másik járművet, két tarackot, négy tüzérségi löveget, hat aknavetőt, négy légvédelmi ágyút és 1 repülőgépet vesztett. Az 1991 végén Nyugat-Szlavóniában végrehajtott három HV offenzíva – a Hurrikán–91, az Otkos–10 és a Papuk–91 hadműveletek – összesen 20 000 szerb menekültet eredményezett, akik akkor menekültek el a területről, amikor a JNA a horvátországi szerb erőket kivonulásra utasította, majd Kelet-Horvátországban, a JNA által ellenőrzött Baranya régióban telepítették le őket. A menekültek letelepítése összhangban volt a horvátországi szerbek azon törekvéseivel, hogy megváltoztassák a Dunamenti terület etnikai összetételét, melyet 1991 végén foglaltak el, és ahonnan a nem szerb lakosságot kiűzték.
A HV végül nem érte el kitűzött céljait, mely több tényezőnek tulajdonítható, köztük a hosszan tartó harcok által okozott kimerültségnek, mivel a frontra vezényelt egységeket nem váltották fel, hogy pihenhessenek. Ezen kívül a HV lőszerhiánnyal (különösen a tüzérségi lőszerek tekintetében) is küzdött, a szembenálló erőkről gyenge hírszerzési adatokkal, és nem megfelelő kommunikációs rendszerekkel rendelkezett. A kommunikációs rendszer meghibásodása arra kényszerítette a HV-t, hogy elsősorban a futárokra támaszkodjon az információ továbbításában. Az offenzívát számos helyi tűzszünet szakította meg, lelassítva annak előrehaladását, amit már a hideg időjárás is megnehezített, mivel a levegő hőmérséklete -15 fokra süllyedt. Végül megállapodtak az átfogó tűzszünetről, amely minden horvátországi harcot leállított, és 1992. január 3-án 18 órakor lépett hatályba. Ellentétes vélemények vannak az offenzíva lehetséges kimeneteléről, ha január 3-án nem lépett volna érvénybe tűzszünet. Egyes források azt állítják, hogy a JNA erői a régióban a vereség szélén álltak, míg mások vitatják ezt. A nyugat-szlavóniai Okucsány környékén körülbelül 600 km2 maradt a szerb erők ellenőrzése alatt. Azt a területet, amely a Paklenica és Dragalić községek között az A3-as Zágráb–Bród autópálya egy részét tartalmazta, csak 1995 májusában a Villám hadműveletben foglalta vissza a HV.
Egyes források összekeverik a Hurrikán–91 hadműveletet és a Papuk–91 hadművelet elemeit, és utóbbit, különös tekintettel a 123. gyalogdandár 1991. decemberi előrenyomulására a Psunj-hegység északkeleti lejtőin, a Hurrikán–91 hadművelet részeként mutatják be,. A Hurrikán–91 hadműveletről évente megemlékeznek a Novszkától északra állt Trokut Motel helyén, ahol a védelmében elesett 314 horvát katona nevét őrző emlékmű áll. A Nyugat-Szlavóniában 1991 végén végrehajtott Hurrikán–91, Otkos–10 és Papuk–91 hadműveletek az első horvát felszabadító hadműveletek voltak a horvátországi háború során.
A január 3-iki tűzszünet lehetővé tette a Vance-terv végrehajtását, amely biztosította a civilek védelmét az ENSZ védett területeiként (UNPA) kijelölt területeken, valamint lehetővé tette az ENSZ békefenntartóinak horvátországi telepítését. A tervben meghatározott egyik UNPA, Nyugat-Szlavónia UNPA Novszka és Újgradiska települések egy részét, valamint a Daruvár, Grobosinc és Pakrác települések teljes területét foglalta magában. Így az UNPA nemcsak a JNA január 3-án birtokolt területét, hanem további északi területeket lefedett, amelyeket a HV 1991 végén visszafoglalt, ezen kívül olyan városokat is tartalmazott – mint például Grobosinc és Daruvár – amelyek soha nem kerültek az SAO Nyugat-Szlavónia ellenőrzése alá. Az UNPROFOR békefenntartó ereje, amely kezdetben 10 000 fős volt, március 8-án indult el a kijelölt állomáshelyeire.

## Fordítás
Ez a szócikk részben vagy egészben  az   Operation Hurricane-91 című angol Wikipédia-szócikk ezen változatának fordításán alapul.  Az eredeti cikk szerkesztőit annak laptörténete sorolja fel. Ez a jelzés csupán a megfogalmazás eredetét és a szerzői jogokat jelzi, nem szolgál a cikkben szereplő információk forrásmegjelöléseként.